# Jasenovac
Jasenovac ist ein Dorf in der gleichnamigen Gemeinde in Zentralkroatien. Die Opština hat 1997 Einwohner (Stand: 2011).

## Geografie
Jasenovac liegt im Süden der Gespanschaft Sisak-Moslavina in unmittelbarer Nähe des Zusammenflusses von Una und Save. Da von der Ostseite des großen Jasenovac-Beckens die Flüsse Strug und Lonja in die Sava flossen, wurde die ganze Region jeden Frühling und Herbst von Überschwemmungen heimgesucht.

## Geschichte

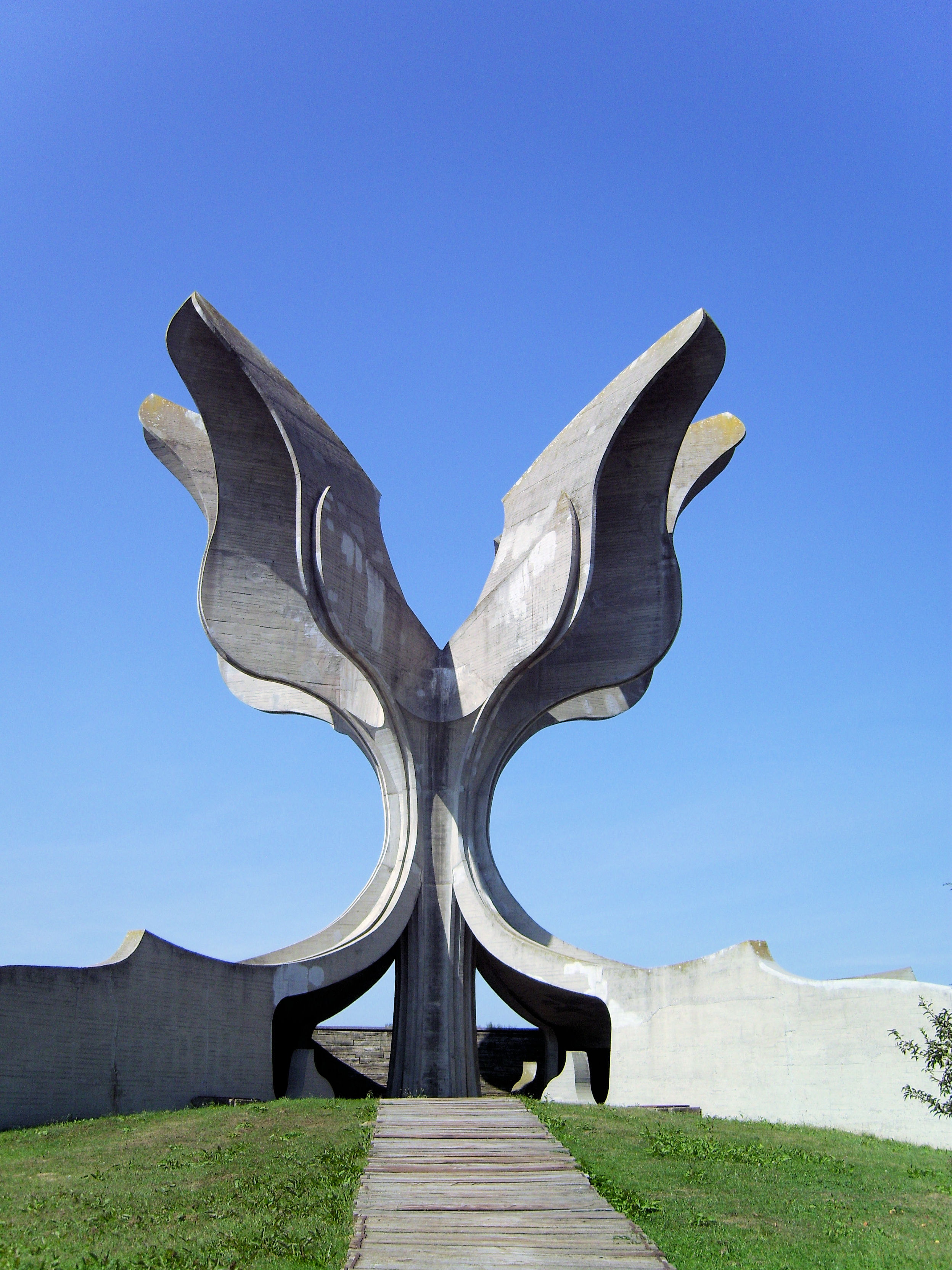
Steinerne Blume von Bogdan Bogdanović

Vor dem Zweiten Weltkrieg war Jasenovac eine große und gut entwickelte Ortschaft, deren Bevölkerung überwiegend serbisch war. Dort gab es schon vor dem Krieg einige Industrieunternehmen, z. B. die Ziegelei Ciglara und die kleine Eisenwarenfabrik Loncara. Bei Jasenovac befand sich während des Zweiten Weltkrieges das größte Konzentrationslager in der Region, das von der kroatischen Ustascha geführt wurde, das KZ Jasenovac. Am Ort des ehemaligen Lagers wurde ein Gedenkfriedhof mit einem Denkmal in Form einer Blume (serbokroatisch cvijet oder cvet) errichtet, das der Architekt Bogdan Bogdanović entwarf.
In dem nahe gelegenen Dorf Uštica bestand zwischen 1942 und 1945 zudem das Konzentrationslager Uštica, das speziell für Roma vorgesehen war und die Bezeichnung „Zigeunerlager“ erhielt.

## Schule
In Jasenovac gibt es eine achtklassige Grundschule (Osnovna Skola Jasenovac).